# Anže Mravlja
Anže Mravlja (23 marzo 1987) è un ex sciatore alpino sloveno.

## Biografia
Attivo in gare FIS dal dicembre del 2002, in Coppa Europa Mravlja esordì il 1º marzo 2004 a Kranjska Gora in slalom speciale, senza completare la gara, e ottenne il miglior piazzamento il 20 dicembre 2008 a Pozza di Fassa nella medesima specialità (17º). In Coppa del Mondo disputò tre gare, tutte a Kranjska Gora (la prima fu lo slalom gigante del 28 febbraio 2009, l'ultima lo slalom speciale del 31 gennaio 2010), senza portarne a termine nessuna. Si ritirò al termine della stagione 2009-2010 e la sua ultima gara fu lo slalom gigante dei Campionati sloveni 2010, disputato il 26 marzo a Kope e non completato da Mravlja; in carriera non prese parte a rassegne olimpiche o iridate.

## Palmarès

### Coppa Europa
- Miglior piazzamento in classifica generale: 116º nel 2009

### Campionati sloveni
- 2 medaglie:
  - 2 bronzi (slalom speciale nel 2007; slalom speciale nel 2008)